# Berta Dovidova
Berta Dovidova (en ouzbek : Berta Dovidova), née le 20 décembre 1922 à Marguilan et morte le 1er août 2007 à Tachkent, est une chanteuse et professeur de musique soviétique puis ouzbèke, Artiste du peuple de la République socialiste soviétique d'Ouzbékistan en 1964. Elle est surtout connue pour avoir été la première femme à interpréter des maqâms, style musical traditionnel d'Asie centrale.

## Biographie
Berta Dovidova naît le 20 décembre 1922 à Yazyavan, en République socialiste soviétique d'Ouzbékistan. Sa famille appartient aux Juifs de Boukhara. Lorsque Dovidova a onze ou douze ans, son père meurt et la famille déménage à Tachkent pour vivre avec son oncle, le frère de sa mère.
Après avoir obtenu son diplôme en 1938, elle travaille jusqu'en 1941 comme infirmière à la polyclinique de la vieille ville. Au début de la Seconde Guerre mondiale, elle travaille à l'hôpital militaire de Tachkent pendant trois ans.
En 1943, un ensemble dirigé par Yunus Rajabi visite l'hôpital où travaille Dovidova et, après l'avoir entendue chanter, l'invite à travailler à la radio de Tachkent. Davidova rejoint le chœur du Comité de la radio et de la télévision ouzbèke en 1943 et est membre de l'ensemble ouzbek depuis 1945.

## Carrière
En 1958, l'ensemble de maqâm du Comité d'État pour la télévision et la radiodiffusion d'Ouzbékistan est créé sous la direction de Yunus Rajabi. À partir de 1960, Dovidova est l'une des principales chanteuses de l'ensemble de maqâm du Comité d'État pour la télévision et la radiodiffusion.
Dovidova est la première femme à interpréter des maqâms, style de musique traditionnelle d'Asie centrale.
En 1964, Dovidova reçoit le titre d'Artiste du peuple de la République socialiste soviétique d'Ouzbékistan.
Le répertoire de Dovidova se compose de maqâms et de chansons classiques : Munojot, Bayot II, Bayot V, Nasri bayot, Talkini bayot, Taronai bayot, Samarkand ushshoghi, Figon, Dugoh, Khayolim senda, des chansons classiques et modernes telles que Yor Armugoni, Dilnavozim, Gulistonim mening, Bakht, Kuylagaiman, Yodimdasiz. Ses chansons sont incluses dans le « Fonds d'or » de la radio ouzbèke.
En 1975, un téléfilm intitulé Munojot (Une prière) est tourné sur Davidova. En 1999, elle reçoit l'Ordre d'État ouzbek d'El-Yurt (Honneur du pays).
Berta Dovidova meurt le 1er août 2007 à Tachkent. En 2013, une réunion de commémoration de la mort de Dovidova a lieu au Centre des arts nationaux de Tachkent, organisée par le Forum du fonds et le Conservatoire d'État.

## Vie privée
En 1948, Dovidova épouse un médecin militaire, Rakhim Makhmudov, mais ils se séparent rapidement et elle élève seule leur fils.

## Récompenses et distinctions
- Médaille « pour travail distingué » (1959)
- Artiste du peuple de la République socialiste soviétique d'Ouzbékistan (1964)
- Ordre « El-yurt hurmati » (1998)